# Rose Bracher
Rose Bracher (née en 1894 à Salisbury et morte le 15 juillet 1941 à Bristol) est une botaniste britannique, chargée de cours à l'université de Bristol.

## Biographie
Rose Bracher est née à Salisbury en 1894 ; son père, Reuben Bracher, est un enseignant connu dans la ville. Elle accomplit ses études à l'université de Bristol où elle obtient une licence en 1917, suivie d'une maîtrise en 1918 et d'un doctorat en 1927. Elle travaille comme démonstratrice à la London School of Medicine for Women (1918-1920). Bénéficiant d'une bourse Rose-Sidgwick, elle passe une année dans le Wisconsin, puis revient à Londres où elle est chargée de cours au East London College (1921-1924). En 1924, elle est nommée de chargée de cours à l'université de Bristol. En 1940, elle reçoit le titre de maître de conférences et, en 1941, elle devient la première femme non professeur à être élue au sénat académique (en) de l'Université, un mois avant sa mort inopinée à la suite d'une courte maladie. Ses recherches portent sur l'écologie des vasières de la rivière Avon à Bristol et en particulier sur le genre Euglena,.
Elle est élue membre de la Linnean Society of London en 1938.

## Hommages
L'université de Bristol a créé un prix annuel à sa mémoire, le Rose Bracher Memorial Prize, qui récompense le meilleur étudiant en botanique, zoologie et biologie.

## Œuvres
- Ecology in Town and Classroom J.W. Arrowsmith, Bristol, 1937.
- A Book of Common Flowers, avec des illustrations de Dorothy Bromby, Oxford University Press, 1941.
- Rose Bracher, « The Ecology of the Avon Banks at Bristol », Journal of Ecology, vol. 17, no 1,‎ février 1929, p. 35–81 (JSTOR 2255913).
- Rose Bracher, « The light relations of Euglena limosa Gard.—Part I. The influence of intensity and quality of light on phototaxy », Botanical Journal of the Linnean Society, vol. 51, no 337,‎ juillet 1937, p. 23–42 (DOI 10.1111/j.1095-8339.1937.tb01902.x).